# Skövde församling
Skövde församling är en församling i Billings kontrakt i Skara stift. Församlingen ligger i Skövde kommun i Västra Götalands län och utgör sedan 2014 ett eget pastorat.
Före 2022 var församlingen stiftets största till medlemsantal, tills den passerades av en utökad Trollhättans församling.

## Administrativ historik
Församlingen bildades 1916 genom sammanläggning av Skövde landsförsamling och Skövde stadsförsamling  1916. Efter sammanläggningen 1916 till 1962 var den återskapade församlingen moderförsamling i pastoratet Skövde, Öm, Ryd, Hagelberg, Norra Kyrketorp och Våmb. Från 1962 till 2014 moderförsamling i pastoratet Skövde, Ryd och Våmb som till 1974 även omfattade Öms församling. I församlingen införlivades 1974 Öms församling och 2014 Ryds och Våmbs församlingar och Skövde församling utgjorde därefter till 2019 ett eget pastorat.
Från 2019 ingår församlingen i ett pastorat med Skultorps församling.

## Organister
| Ämbetstid | Namn              | Levnadstid | Övrigt    |
| --------- | ----------------- | ---------- | --------- |
| 1955–1964 | Bo Edmund Nilsson | 1924–      | Organist. |

## Kyrkor
- Däldernas kapell
- Norrmalms kyrka, som är en samarbetskyrka med EFS.
- S:t Johannes kyrka
- Sankt Lukas kyrka
- Sankt Markus kyrka
- S:t Matteus kyrka
- Sankta Helena kyrka
- Våmbs kyrka

Samt begravningskapellet Sankta Birgittas kapell